# Campeonato Europeo de Natación de 1934
El IV Campeonato Europeo de Natación se celebró en Magdeburgo (Alemania) entre el 12 y el 19 de agosto de 1934 bajo la organización de la Liga Europea de Natación (LEN) y la Federación Alemana de Natación.

## Resultados de natación

### Masculino
| Evento          | Oro                                                               | Plata                                                                       | Bronce                                                                 |
| --------------- | ----------------------------------------------------------------- | --------------------------------------------------------------------------- | ---------------------------------------------------------------------- |
| 100 m libre     | Ferenc Csik Hungría 59,7                                          | Helmut Fischer Alemania 59,8                                                | Otto Wille Alemania 1.01,2                                             |
| 400 m libre     | Jean Taris Francia 4:55,5                                         | Paolo Costoli Italia 5:07,5                                                 | Giacomo Signori Italia 5:11,0                                          |
| 1500 m libre    | Jean Taris Francia 20:00,5                                        | Paolo Costoli Italia 20:01,1                                                | Norman Wainwright Reino Unido 20:10,0                                  |
| 100 m espalda   | John Besford Reino Unido 1:11,7                                   | Ernst Küppers Alemania 1:12,2                                               | Edgar Siegrist · Suiza · 1:12,6                                        |
| 200 m braza     | Erwin Sietas Alemania 2:49,0                                      | Paul Schwarz Alemania 2:49,4                                                | Hans Malmstrøm Dinamarca 2:49,8                                        |
| 4 x 200 m libre | Hungría Ödön Gróf András Maróthy Ferenc Csik Árpád Lengyel 9:30,2 | Alemania Heiko Schwartz Wolfgang Leisewitz Otto Lenkitsch Otto Wille 9:31,2 | Italia Massimo Costa Giacomo Signori Guido Giunta Paolo Costoli 9:44,1 |

### Femenino
| Evento          | Oro                                                                                          | Plata                                                                     | Bronce                                                                          |
| --------------- | -------------------------------------------------------------------------------------------- | ------------------------------------------------------------------------- | ------------------------------------------------------------------------------- |
| 100 m libre     | Willy den Ouden · Países Bajos · 1:07,1                                                      | Rie Mastenbroek · Países Bajos · 1:08,1                                   | Gisela Arendt Alemania 1:10,3                                                   |
| 400 m libre     | Rie Mastenbroek · Países Bajos · 5:27,4                                                      | Willy den Ouden · Países Bajos · 5:27,4                                   | Lilli Andersen Dinamarca 5:45,1                                                 |
| 100 m espalda   | Rie Mastenbroek · Países Bajos · 1:20,3                                                      | Gisela Arendt Alemania 1:20,4                                             | Puck Oversloot · Países Bajos · 1:22,2                                          |
| 200 m braza     | Martha Genenger Alemania 3:09,2                                                              | Hanni Hölzner Alemania 3:09,3                                             | Inger Kragh Dinamarca 3:13,2                                                    |
| 4 x 100 m libre | Países Bajos · Jopie Selbach · Annie Timmermans · Rie Mastenbroek · Willy den Ouden · 4:41,5 | Alemania Ruth Halbsguth Ingrid Ohliger Hilde Salbert Gisela Arendt 4:50,4 | Reino Unido Olive Bartle Margery Hinton Edna Hughes Cecelia Wolstenholme 4:58,3 |

### Medallero
| Núm. | País         | Oro | Plata | Bronce | Total |
| ---- | ------------ | --- | ----- | ------ | ----- |
| 1    | Países Bajos | 4   | 2     | 1      | 7     |
| 2    | Alemania     | 2   | 7     | 2      | 11    |
| 3    | Francia      | 2   | 0     | 0      | 2     |
| 3    | Hungría      | 2   | 0     | 0      | 2     |
| 5    | Reino Unido  | 1   | 0     | 2      | 3     |
| 6    | Italia       | 0   | 2     | 2      | 4     |
| 7    | Dinamarca    | 0   | 0     | 3      | 3     |
| 8    | Suiza        | 0   | 0     | 1      | 1     |
|      | TOTAL        | 11  | 11    | 11     | 33    |

## Resultados de saltos

### Masculino
| Evento          | Oro                                | Plata                                     | Bronce                                   |
| --------------- | ---------------------------------- | ----------------------------------------- | ---------------------------------------- |
| Trampolín 3 m   | Leo Esser · Alemania · 138,75 pts. | Winfried Marauhn · Alemania · 129,53 pts. | Franz Leikert Checoslovaquia 129,38 pts. |
| Plataforma 10 m | Hermann Stork · Alemania · 98,99   | Franz Leikert Checoslovaquia 92,17        | Ewald Riebschläger · Alemania · 90,72    |

### Femenino
| Evento          | Oro                                 | Plata                                 | Bronce                                 |
| --------------- | ----------------------------------- | ------------------------------------- | -------------------------------------- |
| Trampolín 3 m   | Olga Jordan · Alemania · 74,78 pts. | Katinka Larsen Reino Unido 66,10 pts. | Anneliese Kapp · Alemania · 65,56 pts. |
| Plataforma 10 m | Hertha Schieche · Alemania · 35,43  | Ingeborg Sjöqvist · Suecia · 31,54    | Inger Kragh Dinamarca 31,39            |

### Medallero
| Núm. | País           | Oro | Plata | Bronce | Total |
| ---- | -------------- | --- | ----- | ------ | ----- |
| 1    | Alemania       | 4   | 1     | 2      | 7     |
| 2    | Checoslovaquia | 0   | 1     | 1      | 2     |
| 3    | Francia        | 0   | 1     | 0      | 1     |
| 3    | Suecia         | 0   | 1     | 0      | 1     |
| 5    | Dinamarca      | 0   | 0     | 1      | 1     |
|      | TOTAL          | 4   | 4     | 4      | 12    |

## Resultados de waterpolo
| Evento    | Oro     | Plata    | Bronce  |
| --------- | ------- | -------- | ------- |
| Masculino | Hungría | Alemania | Bélgica |

## Medallero total
| Núm. | País           | Oro | Plata | Bronce | Total |
| ---- | -------------- | --- | ----- | ------ | ----- |
| 1    | Alemania       | 6   | 9     | 4      | 19    |
| 2    | Países Bajos   | 4   | 2     | 1      | 7     |
| 3    | Hungría        | 3   | 0     | 0      | 3     |
| 4    | Francia        | 2   | 0     | 0      | 2     |
| 5    | Reino Unido    | 1   | 1     | 2      | 4     |
| 6    | Italia         | 0   | 2     | 2      | 4     |
| 7    | Checoslovaquia | 0   | 1     | 1      | 2     |
| 8    | Suecia         | 0   | 1     | 0      | 1     |
| 9    | Dinamarca      | 0   | 0     | 4      | 4     |
| 10   | Bélgica        | 0   | 0     | 1      | 1     |
| 10   | Suiza          | 0   | 0     | 1      | 1     |
|      | TOTAL          | 16  | 16    | 16     | 48    |